# Kiremitliktepe
Il Kiremitliktepe è un trampolino situato a Erzurum, in Turchia. L'impianto è attualmente fuori uso.

## Storia
Aperto nel 2010, l'impianto ha ospitato la XXV Universiade invernale nel 2011, i Campionati mondiali juniores di sci nordico 2012 e competizioni minori di combinata nordica e di salto con gli sci. Sul Kiremitliktepe era programma una tappa della Coppa del Mondo di combinata nordica 2013, poi annullata. Nel mese di luglio 2014, l'impianto è stato seriamente danneggiato a causa di una frana..
Nel 2017 ha ospitato le competizioni di salto con gli sci del XIII Festival olimpico invernale della gioventù europea.

## Caratteristiche
Il trampolino lungo ha il punto K a 125 m; il primato di distanza, 143,5 m, è stato stabilito dallo sloveno Matej Dobovšek nel 2011. Il trampolino normale ha il punto K a 95 m; il primato ufficiale di distanza, 111,5 m, è stato stabilito dal polacco Aleksander Zniszczoł nel 2012, sebbene maggiore sia il primato ufficioso del polacco Klemens Murańka (112 m nel 2010). Il primato femminile, 110,5 m, è stato stabilito dalla giapponese Sara Takanashi nel 2012. Il complesso è attrezzato anche con salti minori K65, K40 e K20.